# Tliltocatl
Genre
Tliltocatl est un genre d'araignées mygalomorphes de la famille des Theraphosidae.

## Distribution

Distribution

Les espèces de ce genre se rencontrent au Mexique et en Amérique centrale.

## Liste des espèces
Selon World Spider Catalog (version 21.0, 18/03/2020) :
- Tliltocatl albopilosus (Valerio, 1980)
- Tliltocatl epicureanus (Chamberlin, 1925)
- Tliltocatl kahlenbergi (Rudloff, 2008)
- Tliltocatl sabulosus (F. O. Pickard-Cambridge, 1897)
- Tliltocatl schroederi (Rudloff, 2003)
- Tliltocatl vagans (Ausserer, 1875)
- Tliltocatl verdezi (Schmidt, 2003)

## Publication originale
- Mendoza & Francke, 2020 : Systematic revision of Mexican threatened tarantulas Brachypelma (Araneae: Theraphosidae: Theraphosinae), with a description of a new genus, and implications on the conservation. Zoological Journal of the Linnean Society, vol. 188, no 1, p. 82-147.